# 伊勢貞国
伊勢 貞国（いせ さだくに）は、室町時代の室町幕府政所執事。諱は貞慶とも。父は伊勢貞行（兄とされる伊勢貞経とも）、母は信州木曾の娘。兄の貞経の養嗣子となった。子に貞親、貞藤、娘（伊勢盛定室）。外孫に北川殿（今川義忠室）、伊勢宗瑞（北条早雲）。

## 生涯
永享3年（1431年）に兄貞経が6代将軍・足利義教によって失脚させられると、後を継いで政所執事となった。
永享6年（1434年）2月9日、義教の嫡男義勝が生まれると、3月3日に義勝を屋敷に移した。
嘉吉元年（1441年）6月24日、嘉吉の変で義教が殺害され、26日に7代将軍となった義勝が室町殿に移されるまで義勝を預かっていた。
また、幼少の義勝に代わり政治を取り仕切る管領細川持之を支持、文安5年（1448年）に細川持常と共に赤松則尚の復帰を8代将軍足利義政に取り次いだりもしている。
宝徳元年（1449年）、政所執事を辞任。
享徳3年（1454年）5月27日、死去。